# Abraham (škof)
Abraham, 15. škof škofije Freising, * ?, † 15. julij 994, Freising.
Službo škofa je opravljal 37 let. V teh letih je popravljal cerkve in samostane, v dar pa je od cesarja Otona I. dobil veliko posesti, med temi tudi Škofjo Loko z obema dolinama (973).
Umrl je leta 994, pokopan je v grobnici v kapeli sv. Tomaža v Freisingu.